# Mesocacia punctifasciata
Mesocacia punctifasciata là một loài bọ cánh cứng trong họ Cerambycidae.